# 拉彭峰

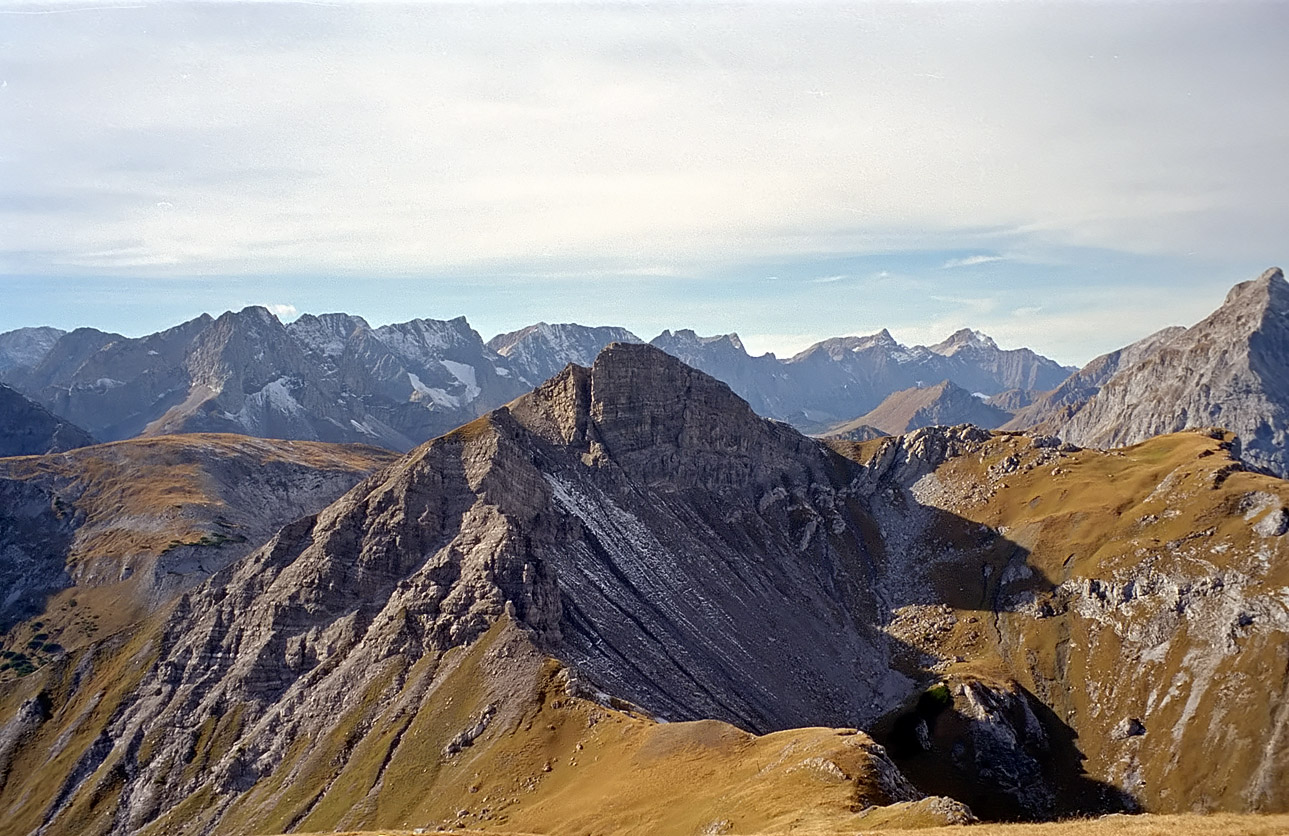

47°24′8″N 11°38′45″E / 47.40222°N 11.64583°E
拉彭峰（德語：Rappenspitze），是奧地利的山峰，位於該國西部，由蒂羅爾州負責管轄，屬於卡爾文德爾山脈的一部分，距離勞爾山2.4公里，海拔高度2,223米。